# Viitastenjärvi
Viitastenjärvi är en sjö i Finland. Den ligger i kommunen Siikalatva i landskapet Norra Österbotten, i den centrala delen av landet, 500 km norr om huvudstaden Helsingfors. Viitastenjärvi ligger 96 meter över havet. Arean är 1,16 kvadratkilometer och strandlinjen är 4,85 kilometer lång. Sjön  ingår i Siikajokis huvudavrinningsområde.   I omgivningarna runt Viitastenjärvi växer i huvudsak blandskog.